# Сосна пірамідальна звичайна (Великі Млинівці)
Сосна́ піраміда́льна звича́йна — ботанічна пам'ятка природи місцевого значення в Україні. Зростає поблизу села Великі Млинівці Кременецького району Тернопільської області, в кв. 15, вид. 4 Кременецького лісництва Кременецького держлісгоспу, в межах лісового урочища «Тарнобір». 
Площа — 0,01 га. Оголошена об'єктом природно-заповідного фонду рішенням виконкому Тернопільської обласної ради № 131 від 14 березня 1977 року. Перебуває у віданні: Кременецький держлісгосп. 
Під охороною — єдине в області дерево сосни пірамідальної. Вік дерева 85 років, діаметр 46 см.